# Діан (село)
Діан (вірм. Դիան) — село в марзі Арагацотн, на заході Вірменії. Село розташоване за 23 км на схід від міста Талін, за 42 км на північний захід від міста Аштарак, за 2 км на схід від села Какавадзор, за 2 км на південний схід від села Отеван та за 4 км від села Лернарот.